# BioWare

Логотип с 1999 по 2007 год

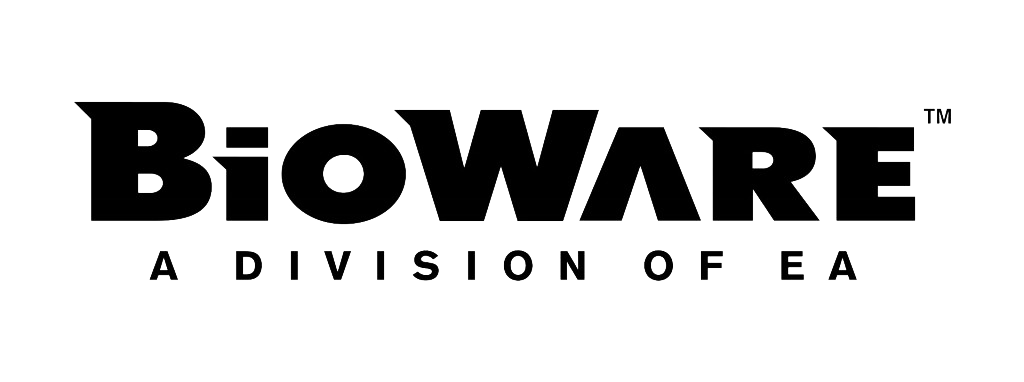
Логотип с 2007 по 2018 год

BioWare — канадская компания по разработке компьютерных игр. Основное подразделение компании находится в городе Эдмонтон (Канада). Bioware была основана в 1995 году; её основатели Рей Музика и Грег Зещук руководили компанией до 2012 года. С 2007 года Bioware является дочерней компанией Electronic Arts. В разные годы Bioware создала ряд собственных дочерних студий в США и Канаде, однако на 2020 год единственной действующей из них остается Bioware Austin в Остине (США).
BioWare получила известность как разработчик крупнобюджетных компьютерных ролевых игр, основанных как на интеллектуальной собственности других компаний — как Baldur’s Gate и Neverwinter Nights по Dungeons & Dragons или Star Wars: Knights of the Old Republic по «Звёздным войнам» — так и на оригинальных вымышленных вселенных, как серии игр Dragon Age и Mass Effect. Игры студии и её основатели были удостоены множества наград, связанных с игровой индустрией.

## История
Основателями Bioware были три дипломированных врача, выпускника Альбертского университета — Рей Музика, Грег Зещук и Августин Йип, а также двоюродный брат Грега Зещука Марсель Зещук и братья Трент и Брент Остеры. Ещё во время учёбы Музика и Зещук занимались разработкой программного обеспечения для нужд медицинского факультета; позже к ним присоединился и Йип — втроем они разработали программы-симуляторы для врачей. Этими программами стали Acid-Base Simulator и Gastroenterology Patient Simulator. Работа в этой области была прибыльной и приносила пользу людям, но оставляла неудовлетворённой творческие наклонности Музики, Зещука и Йипа — будучи увлечёнными геймерами, они решили заняться созданием собственных компьютерных игр. Благодаря финансовому успеху в медицине Музика, Зещук и Йип смогли собрать 100 тысяч долларов — достаточно для создания студии и разработки первой игры. BioWare Corp. была зарегистрирована в Эдмонтоне 1 февраля 1995 года и первое время не имела собственного офиса — основатели работали в подвальном помещении в доме Зещука. Название BioWare было образовано от bio (био-, в трактовке Музики — «человек») и software (с англ. — «программное обеспечение») и отражало медицинское прошлое основателей: они намеревались делать развлекательное программное обеспечение для людей, и это название должно было также передавать смысл «человеко-машинный интерфейс».
Один из основателей студии Августин Йип в 1997 году покинул компанию, чтобы полностью посвятить себя медицинской практике.
В ноябре 2005 было объявлено, что BioWare и Pandemic Studios объединятся, а фонд частных инвестиций Elevation Partners вложит средства в это партнёрство. Тем не менее, обе компании сохранили все свои бренды и наименования.
13 марта 2006 года, BioWare объявила об открытии новой студии в Остине, штат Техас. Её возглавили ветераны игровой индустрии Гордон Уолтон и Ричард Вогел.
Осенью 2006 года BioWare объявили о разработке игры для Nintendo DS, ей стала Sonic Chronicles: The Dark Brotherhood, выпущенная два года спустя.
19 сентября 2012 года было объявлено об уходе из студии основателей компании — Грега Зещука и Рея Музики.
8 августа 2014 года студию покинул Кейси Хадсон.
20 сентября 2015 года Дрю Карпишин возвращается в BioWare.
18 июля 2017 года Кейси Хадсон объявил о своём возвращении в студию.
2 марта 2018 года Дрю Карпишин снова покинул студию.

## Игры
| Год      | Название игры                          | Платформы                                                 | Примечание                                                         | Издатель               |
| -------- | -------------------------------------- | --------------------------------------------------------- | ------------------------------------------------------------------ | ---------------------- |
| 1996     | Shattered Steel                        | MS-DOS, Mac OS                                            |                                                                    | Interplay              |
| 1999     | Baldur’s Gate                          | Windows, Mac OS, macOS, iOS, Android                      |                                                                    | Interplay              |
| 2000     | MDK2                                   | Dreamcast, PlayStation 2, Windows, Wii                    |                                                                    | Interplay              |
| 2000     | Baldur’s Gate II: Shadows of Amn       | Windows, Mac OS                                           |                                                                    | Interplay              |
| 2002     | Neverwinter Nights                     | Windows, macOS, Linux                                     |                                                                    | Atari                  |
| 2003     | Star Wars: Knights of the Old Republic | Xbox, Windows, macOS, iOS, Android                        |                                                                    | LucasArts              |
| 2005     | Jade Empire                            | Xbox, Windows, iOS, Android                               |                                                                    | Microsoft Game Studios |
| 2007     | Mass Effect                            | Xbox 360, Windows, PlayStation 3                          |                                                                    | Microsoft Game Studios |
| 2008     | Sonic Chronicles: The Dark Brotherhood | Nintendo DS                                               |                                                                    | SEGA                   |
| 2009     | Mass Effect Galaxy                     | iOS                                                       |                                                                    | Electronic Arts        |
| 2009     | Dragon Age: Origins                    | Windows, Xbox 360, PlayStation 3                          |                                                                    | Electronic Arts        |
| 2010     | Mass Effect 2                          | Windows, Xbox 360, PlayStation 3                          |                                                                    | Electronic Arts        |
| 2011     | Dragon Age II                          | Windows, Xbox 360, PlayStation 3                          |                                                                    | Electronic Arts        |
| 2011     | Star Wars: The Old Republic            | Windows                                                   | Разработка силами BioWare Austin.                                  | Electronic Arts        |
| 2012     | Mass Effect 3                          | Windows, Xbox 360, PlayStation 3, Wii U                   |                                                                    | Electronic Arts        |
| 2014     | Dragon Age: Inquisition                | Windows, Xbox 360, Xbox One, PlayStation 3, PlayStation 4 |                                                                    | Electronic Arts        |
| 2017     | Mass Effect: Andromeda                 | Windows, Xbox One, PlayStation 4                          | Разработка силами BioWare Montréal.                                | Electronic Arts        |
| 2019     | Anthem                                 | Windows, Xbox One, PlayStation 4                          | Разработка при поддержке BioWare Austin и Motive Studios Montréal. | Electronic Arts        |
| 2021     | Mass Effect: Legendary Edition         | Windows, Xbox One, PlayStation 4                          | Переиздание игр оригинальной трилогии.                             | Electronic Arts        |
| 2024     | Dragon Age: The Veilguard              | Windows, Xbox Series X/S, PlayStation 5                   |                                                                    | Electronic Arts        |
| TBA      | Новый проект в серии Mass Effect       | TBA                                                       |                                                                    | Electronic Arts        |
| Отменена | Shadow Realms                          | Windows                                                   | Разрабатывалась силами BioWare Austin.                             | Electronic Arts        |

### Дополнения для игр, разработанных BioWare
| Название игры                    | Название дополнения                                         | Год  | Платформы                                                 | Издатель               |
| -------------------------------- | ----------------------------------------------------------- | ---- | --------------------------------------------------------- | ---------------------- |
| Baldur’s Gate                    | Baldur’s Gate: Tales of the Sword Coast                     | 1999 | Windows, Mac OS                                           | Interplay              |
| Baldur’s Gate II: Shadows of Amn | Baldur’s Gate II: Throne of Bhaal                           | 2001 | Windows, macOS, Linux                                     | Interplay              |
| Neverwinter Nights               | Neverwinter Nights: Shadows of Undrentide                   | 2003 | Windows, macOS, Linux                                     | Atari                  |
| Neverwinter Nights               | Neverwinter Nights: Hordes of the Underdark                 | 2003 | Windows, macOS, Linux                                     | Atari                  |
| Mass Effect                      | Mass Effect: Bring Down the Sky                             | 2008 | Xbox 360, Windows                                         | Microsoft Game Studios |
| Mass Effect                      | Mass Effect: Pinnacle Station                               | 2008 | Xbox 360, Windows                                         | Microsoft Game Studios |
| Dragon Age: Origins              | Dragon Age: Origins — Return to Ostagar                     | 2010 | Windows, Xbox 360, PlayStation 3                          | Electronic Arts        |
| Dragon Age: Origins              | Dragon Age: Origins – Awakening                             | 2010 | Windows, Xbox 360, PlayStation 3                          | Electronic Arts        |
| Dragon Age: Origins              | Dragon Age: Origins — The Darkspawn Chronicles              | 2010 | Windows, Xbox 360, PlayStation 3                          | Electronic Arts        |
| Dragon Age: Origins              | Dragon Age: Origins — Leliana’s Song                        | 2010 | Windows, Xbox 360, PlayStation 3                          | Electronic Arts        |
| Dragon Age: Origins              | Dragon Age: Origins — The Golems of Amgarrak                | 2010 | Windows, Xbox 360, PlayStation 3                          | Electronic Arts        |
| Dragon Age: Origins              | Dragon Age: Origins — Witch Hunt                            | 2010 | Windows, Xbox 360, PlayStation 3                          | Electronic Arts        |
| Mass Effect 2                    | Mass Effect 2: Kasumi’s Stolen Memory                       | 2010 | Windows, Xbox 360, PlayStation 3                          | Electronic Arts        |
| Mass Effect 2                    | Mass Effect 2: Overlord                                     | 2010 | Windows, Xbox 360, PlayStation 3                          | Electronic Arts        |
| Mass Effect 2                    | Mass Effect 2: Lair of the Shadow Broker                    | 2010 | Windows, Xbox 360, PlayStation 3                          | Electronic Arts        |
| Mass Effect 2                    | Mass Effect 2: Arrival                                      | 2011 | Windows, Xbox 360, PlayStation 3                          | Electronic Arts        |
| Dragon Age II                    | Dragon Age II: Legacy                                       | 2011 | Windows, Xbox 360, PlayStation 3                          | Electronic Arts        |
| Dragon Age II                    | Dragon Age II: Mark of the Assassin                         | 2011 | Windows, Xbox 360, PlayStation 3                          | Electronic Arts        |
| Star Wars: The Old Republic      | Star Wars: The Old Republic — Rise of the Hutt Cartel       | 2013 | Windows                                                   | Electronic Arts        |
| Star Wars: The Old Republic      | Star Wars: The Old Republic — Galactic Starfighter          | 2014 | Windows                                                   | Electronic Arts        |
| Star Wars: The Old Republic      | Star Wars: The Old Republic — Galactic Strongholds          | 2014 | Windows                                                   | Electronic Arts        |
| Star Wars: The Old Republic      | Star Wars: The Old Republic — Shadow of Revan               | 2015 | Windows                                                   | Electronic Arts        |
| Star Wars: The Old Republic      | Star Wars: The Old Republic — Knights of the Fallen Empire  | 2015 | Windows                                                   | Electronic Arts        |
| Star Wars: The Old Republic      | Star Wars: The Old Republic — Knights of the Eternal Throne | 2017 | Windows                                                   | Electronic Arts        |
| Star Wars: The Old Republic      | Star Wars: The Old Republic — Onslaught                     | 2019 | Windows                                                   | Electronic Arts        |
| Mass Effect 3                    | Mass Effect 3: From Ashes                                   | 2012 | Windows, Xbox 360, PlayStation 3                          | Electronic Arts        |
| Mass Effect 3                    | Mass Effect 3: Extended Cut                                 | 2012 | Windows, Xbox 360, PlayStation 3                          | Electronic Arts        |
| Mass Effect 3                    | Mass Effect 3: Leviathan                                    | 2012 | Windows, Xbox 360, PlayStation 3                          | Electronic Arts        |
| Mass Effect 3                    | Mass Effect 3: Omega                                        | 2012 | Windows, Xbox 360, PlayStation 3                          | Electronic Arts        |
| Mass Effect 3                    | Mass Effect 3: Citadel                                      | 2013 | Windows, Xbox 360, PlayStation 3                          | Electronic Arts        |
| Dragon Age: Inquisition          | Dragon Age: Inquisition — Jaws of Hakkon                    | 2015 | Windows, Xbox 360, Xbox One, PlayStation 3, PlayStation 4 | Electronic Arts        |
| Dragon Age: Inquisition          | Dragon Age: Inquisition — The Descent                       | 2015 | Windows, Xbox One, PlayStation 4                          | Electronic Arts        |
| Dragon Age: Inquisition          | Dragon Age: Inquisition — Trespasser                        | 2015 | Windows, Xbox One, PlayStation 4                          | Electronic Arts        |

## Игры сторонних разработчиков, использующие движки BioWare
- Planescape Torment (1999)
- Icewind Dale (2000)
- Icewind Dale: Heart of Winter (2001)
- Icewind Dale II (2002)
- Star Wars: Knights of the Old Republic II – The Sith Lords (2004)
- Neverwinter Nights 2 (2006)
- The Witcher (2007)

## Движки
Bioware является автором Infinity Engine, который использовался при разработке 2D компьютерных ролевых игр, основанных на правилах Dungeons & Dragons. В числе таких игр можно назвать серии Baldur's Gate и Icewind Dale, игру Planescape Torment. Для своей собственной игры, Neverwinter Nights, Bioware разработала Aurora Engine. Этот движок стал основой ещё нескольких компьютерных ролевых игр: серии Star Wars: Knights of the Old Republic (первую часть делала сама Bioware, вторую сделали Obsidian; и хотя движок этой серии называется Odyssey Engine, фактически это старая Aurora с улучшенной системой рендеринга), его использует «Ведьмак» от польской студии CD Projekt (правда, по заявлениям самих разработчиков «Ведьмака» на КРИ 2007, от движка Aurora в итоге мало что осталось).
В состав Neverwinter Nights входили несколько утилит, позволявших пользователям создавать собственные приключения, как однопользовательские, так и многопользовательские. Эти утилиты, использовавшие Aurora Engine, были адаптированы ко многим типам игр. Количество модулей, созданных фанатами, огромно. Neverwinter Nights стал одним из первых примеров игр с многочисленными дополнениями, регулярно выпускаемыми фанатами и распространяемыми через интернет.
Odyssey Engine был разработан для Xbox варианта игры Star Wars: Knights of the Old Republic, которая первоначально базировалась на Aurora Engine. BioWare также разработала Eclipse Engine, который использован в Dragon Age: Origins.
После долгих лет работы с D&D-материалом по лицензии, BioWare начала разрабатывать собственные сеттинги. Первым шагом в этом направлении стала Jade Empire. Вторым — Mass Effect (для PC и Xbox360, соответственно). А вышедшая 5 ноября 2009 года Dragon Age: Origins продолжает эту традицию.

## Подразделения
- BioWare Edmonton. Оригинальная студия BioWare, она отвечает за большинство игр, выпущенных под лейблом BioWare, включая продолжающуюся серию Dragon Age и оригинальную трилогию Mass Effect.
- BioWare Austin. (генеральный менеджер: Джеф Хикман[англ.]) Сформирована в марте 2006 года специально для разработки Star Wars: The Old Republic (с помощью BioWare Edmonton). BioWare Austin позже начал работать над новым IP под названием Shadow Realms[13], но производство было отложено в феврале 2015 года, чтобы сосредоточиться на продолжении производства Dragon Age: Inquisition и Star Wars: The Old Republic[14].

### Ранее входившие студии
- BioWare Montreal. Созданная в марте 2009 года для оказания помощи студии Edmonton по мере необходимости, работала над серией Mass Effect и над Mass Effect: Andromeda. В августе 2017 года студия была объединена с Motive Studios[15].
- BioWare San Francisco (ранее EA2D). Разработчики Mirror’s Edge 2D и Dragon Age: Legends. Закрыта в феврале 2013 года.
- Mythic Entertainment (ранее BioWare Mythic). Вышла из состава BioWare в ноябре 2012 года.
- Victory Games (ранее BioWare Victory). Была ответственна за выпуск игр серии Command & Conquer. Закрыта в октябре 2013 года.
- Waystone Games. Разработчик MOBA-игры Dawngate. Расформирована в ноябре 2014 года.

## Награды
BioWare — обладатель многочисленных наград, связанных с игровой индустрией. Кроме того, компания получила и награды, связанные исключительно с бизнесом:
- Топ-100 работодателей Канады (недоступная ссылка) 2004 , 2005 , 2006  согласно журналу «Maclean’s»
- Топ-100 работодателей в Альберте 2005  согласно газетам Calgary Herald  и Edmonton Journal
- Доход 100 — Наиболее быстрорастущие канадские компании 2005 (81-е место)

Полный список наград можно посмотреть на этой странице .